# Władysław Józef Fedorowicz
Władysław Józef Fedorowicz-Jackowski herbu Oginiec (ur. 8 czerwca 1860, zm. 1 czerwca 1922) – polski urzędnik.

## Życiorys
Wywodził się z rodu Fedorowiczów herbu Oginiec. Jego pradziadek Maciej i dziadek Florian przybierali przydomek Jackowski do nazwiska Fedorowicz, kontynuowany przez potomków. Urodził się 8 czerwca 1860. Był synem Wincentego (1801-1863) i jego drugiej żony, Stanisławy z domu Sobolewskiej (córka Ludwika Sobolewskiego, senatora Rzeczypospolitej Krakowskiej). Miał rodzeństwo: Marię, Ludmiłę, Adama (także urzędnik).
Był ziemianinem. Około 1895/1896 był sekretarzem namiestnictwa w C. K. Namiestnictwie we Lwowie, a około 1896/1897 w tym samym charakterze był przydzielony urzędu starostwa c. k. powiatu krakowskiego. Od około 1897 w randze starosty był przydzielony do C. K. Namiestnictwa. Od około 1898 do 1901 sprawował urząd starosty c. k. powiatu gródeckiego. W tym okresie pełnił funkcję przewodniczącego C. K. Rady Szkolnej Okręgowej w Gródku.
Pod koniec grudnia 1901 został przeniesiony na urząd starosty c. k. powiatu rzeszowskiego, gdzie do tego czasu na tym stanowisku pracował jego brat Adam. Władysław Józef Fedorowicz przybył do Rzeszowa 11 stycznia 1902 i następnego dnia odebrał urzędowanie. Do 1903 sprawował urząd starosty rzeszowskiego (został następcą swojego brata Adama na tym stanowisku), w tym od 1902 z tytułem i charakterem radcy namiestnictwa wraz z uwolnieniem od taksy. W tych latach pełnił funkcję przewodniczącego C. K. Rady Szkolnej Okręgowej w Rzeszowie. 23 maja 1902 został wybrany prezesem wydziału Towarzystwa Rozwoju i Upiększania Miasta Rzeszowa, ponownie wybrany 25 maja 1903.
W listopadzie 1903 został przeniesiony do służby w C. K. Ministerstwie Spraw Wewnętrznych w Wiedniu, gdzie był przydzielony początkowo w randze starosty z tytułem i charakterem radcy namiestnictwa, a od około 1904 jako radca namiestnictwa, od około 1905 przydzielony do C. K. Ministerstwa Handlu, od około 1906 z tytułem radcy dworu od około 1908 w charakterze extra statum i pozostawał tam w użyciu u kresu I wojny światowej w 1918
W 1896 otrzymał tytuł c. k. podkomorzego. Otrzymał tytuły honorowego obywatelstwa miast Tobitschau (Tovačov) (około 1897), Gródek, Janów (oba około 1901). Był też znany jako koneser sztuki. Swoje zbiory ofiarował do Muzeum Narodowego, zaś cały majątek (dobra zieskie Krzeczowice, Bóbrka, Krawica, Cestynia i papiery wartościowe) zapisał Polskiej Akademii Umiejętności. Zastrzegł przy tym że majątek będzie po wieczne czasy oddzielnie administrowany jako fundusz jego imienia, a dochód z niego zostanie przekazany na stypendia dla młodych ludzi, studiujących nauki rolnicze i leśnictwa oraz wydawnictwa i nagrody z tych dziedzin
Zmarł 1 czerwca 1922. Został pochowany w grobowcu rodzinnym na cmentarzu Rakowickim w Krakowie (kwatera Cb).

## Odznaczenia
- Krzyż Kawalerski Orderu Leopolda (1909)[30][39][34]
- Krzyż Komandorski z Gwiazdą Orderu Franciszka Józefa z dekoracją wojenną (1917)[40][34]
- Brązowy Medal Jubileuszowy Pamiątkowy dla Sił Zbrojnych i Żandarmerii (przed 1912)[32][34]
- Medal Jubileuszowy Pamiątkowy dla Cywilnych Funkcjonariuszów Państwowych (przed 1912)[32][34]
- Krzyż Jubileuszowy dla Cywilnych Funkcjonariuszów Państwowych (przed 1912)[32][34]
- Krzyż Komandorski z Gwiazdą Orderu Świętego Grzegorza Wielkiego – Watykan (1913)[41][34]
- Kawaler honorowy udzielny Zakonu Maltańskiego (około 1897)[9][6][34]